# Pentamera populifera
Pentamera populifera är en sjögurkeart som först beskrevs av William Stimpson 1864.  Pentamera populifera ingår i släktet Pentamera och familjen svanssjögurkor. Inga underarter finns listade i Catalogue of Life.